# Comunitat d'aglomeració de la regió nazariana i de l'estuari
La Comunitat d'aglomeració de la regió nazariana i de l'estuari o CARENE (en bretó Kumuniezh tolpad-kêrioù bro Sant-Nazer hag an Aber) és una estructura intercomunal francesa, situada al departament del Loira Atlàntic a la regió País del Loira però a la Bretanya històrica. Té una extensió de 273,48 kilòmetres quadrats i una població de 117.299 habitants (2010).

## Composició
Agrupa 10 comunes :
- Besné
- Donges
- La Chapelle-des-Marais
- Montoir-de-Bretagne
- Pornichet
- Saint-André-des-Eaux
- Saint-Joachim
- Saint-Malo-de-Guersac
- Saint-Nazaire
- Trignac

## Competències
La CARENE té competències en quatre àmbits d'acció:
1. Ordenament de l'espai : té com a prioritat limitar la urbanització a fi de preservar l'entorn natural de l'aglomeració. Els esforços es concentren als centres de la vila i els centres dels burgs.
2. L'habitatge : la CARENE ha patrocinat la construcció de nous habitatges amb la finalitat de facilitar l'accés a l'habitatge per a tothom.
3. Desenvolupament econòmic : L'aglomeració ocupa un lloc destacat com a plaça portuària, aeronàutica i logística de primer ordre.
4. Els grans serveis públics : l'aigua potable, sanejament, la gestió dels residus, els transports col·lectius i les piscines.